# Black M
Alpha Diallo (París, 27 de diciembre de 1984), más conocido como Black M o Black Mesrimes, es un rapero y cantante francés-guineano. Es miembro del grupo Sexion d'Assaut. En 2014, lanzó su primer álbum como solista titulado Les Yeux plus gros que le monde.

## Biografía
Los padres de Alpha Diallo son de origen guineano, precisamente de la región Donghol-Sigon, en Futa Yallon. Creció y se crio en el XIII Distrito de París, mismo en el que aún reside.
Black Mesrimes es un juego de palabras, una contracción entre el nombre del anciano enemigo público número uno, Jacques Mesrine, y las palabras «rimes» y «Black». Desde 2014, es más conocido como Black M.
Él a menudo marca sus canciones con la onomatopeya «Mmmmhhhh» Utiliza también el Verlan. Durante sus apariciones en las videos de Sexion d'Assaut, utiliza ciertas mímicas, como el hecho de hacer los ojos grandes, de donde sale el título de su primer álbum. Es también uno de los miembros los técnicos de Sexion d'Assaut, junto a Maître Gims y Lefa.
El 31 de marzo de 2014, lanzó su primer álbum solo titulado Les Yeux plus gros que le monde relativamente bien acogido por la prensa especializada, vendido 530 000 530 000 exemplaires en diciembre de 2014 y fue disco de diamante. En mayo de 2014, su sencillo Sur ma route se clasifica número 1 de las ventas en Francia y fue certificado con el disco de platino,. El 8 de septiembre, sale el clip de otro sencillo con Dr Beriz, La légende Black. Black M anuncio la reedición de su primer álbum bajo el nombre Le Monde plus gros que mes yeux (lanzamiento inicialmente previsto para e17 de noviembre de 2014 cuyo primer sencillo fue traído Je garde le sourire. A finales de 2014, Black M anuncio la preparación de su segundo álbum solo titulado Éternel insatisfait, lanzado en 2017 y donde se incluye la canción Comme moi en colaboración con la colombiana Shakira. En 2016, se unió a la compañía Enfoirés.

## Polémicas
- Homofobia : el grupo del que forma parte Black M está acusado en 2010 de homofobia lo que incluye prohibiciones por Fun radio y NRJ y de las demandas de anulación de conciertos y de participación al MTV Europe Music Awards de 2010. Esta polémica se concluye en 2011 por un acuerdo firmado con la federación LGTB y en 2013 por una condena en difamación de uno de los cantantes del grupo, Barack Adama que acusaba a la periodista de haber inventado dichos rumores.
- Antisemitismo : Black M está acusado de antisemitismo por la Liga belga contra el antisemitismo (LBCA) y hecho el objeto de una llamada al boicot por las radios belgas como consecuencia de una recuperación de un título de Doc Gynéco, prohibida en Fun Radio a causa del trabajo de la palabra « youpin», palabra que es una ofensa para este grupo de personas.[12][13]

## Discografía

### Álbumes de estudio
- 2014: Les Yeux plus gros que le monde
- 2016: Éternel Insatisfait
- 2019: Il était une fois...

### Álbumes en vivo
- 2015: Les Yeux plus gros que l'Olympia (CD + DVD live)

### Sencillos
- Ailleurs
- Spectateur
- Mme Pavoshko
- À force d'être
- Sur ma route
- Qataris
- La légende Black
- Je ne dirai rien
- Je garde le sourire
- On s'fait du mal
- C'est tout moi
- Foutue mélodie
- Black Shady Part. 3

En 2015
- Le Prince Aladin en dúo con Kev Adams

En 2016
- À l'ouest
- La nuit porte conseil
- Je suis chez moi
- #Askip
- Cheveux blancs

### Colaboraciones

#### Con Sexion d'Assaut
- 2006: La terre du milieu
- 2008: Le Renouveau
- 2008: Les Chroniques du 75 vol. 1
- 2009: L'Écrasement de tête
- 2010: L'École des points vitaux
- 2011: En attendant L'Apogée : les Chroniques du 75
- 2012: L'Apogée

#### Con le Wati B
- 2013: Les Chroniques du Wati Boss vol. 1
- 2014: Les Chroniques du Wati Boss vol. 2

#### Con Shakira
- 2017 Comme moi

#### Kalash Criminel
- 2017 Dress Code

#### sofiane
2017 Mort Dans Le Stream
```
     Con INNA
   2021 Maza Us Version
```